# 모리스 바레스

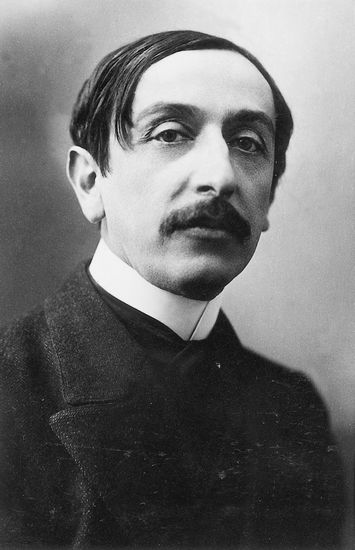
모리스 바레스

모리스 바레스(Maurice Barrès, 1862년 8월 19일 ~ 1923년 12월 4일)는 프랑스의 작가·시사평론가·정치가이다.
로렌에서 태어나 보불 전쟁 때 패군의 참상을 어린눈으로 직접 바라본 것이 일생에 큰 영향을 끼쳤다. 1883년 파리에 나와 문단에 들어갔으나 정치적 혼란과 독일 사상의 침입 및 결정론의 무기력에 반발하여 에고티즘을 강조하여 예리하고 섬세한 자아의 특이한 감수성에 지상 (至上)의 가치를 부여했다. 3부작의 《자아 예배 (禮拜)》(1888년 ~ 1891년)의 진지한 개인주의는 당시 젊은층을 매혹케 하였다.
더욱이 드레퓌스 사건에 의한 각성 (覺醒)에서 전통주의에 입각한 국민주의로 발전하여 3부작 《국민정력의 소설》(1877년 ~ 1902년) 을 썼다. 1889년 대의원에 당선되기도 하였다. 확실히 그는 19세기 이래의 정치·철학·문학의 각 방면에 걸친 고민을 한몸에 진 사람으로서, 그의 사상의 발전은 바로 프랑스 자체의 어려운 걸음을 말해 주는 것이다. 시사평론 《대전 연대기》(1920년 ~ 1924년) 와 사후 간행된 《나의 수첩》 전14권 (1929년 ~ 1957년) 은 그의 순수한 논의를 집약하고 있다. 그 밖에 《영감(靈感)의 언덕》(1913년), 《오롱트 강변의 뜰》(1922년) 등의 걸작이 있다.

## 참고 자료
- 이 문서에는 다음커뮤니케이션(현 카카오)에서 GFDL 또는 CC-SA 라이선스로 배포한 글로벌 세계대백과사전의 내용을 기초로 작성된 글이 포함되어 있습니다.